# Chasing Lights
Chasing Lights es el primer álbum de estudio de la banda británica The Saturdays lanzado el 27 de octubre de 2008 por Fascination Records, el 16 de marzo de 2009 fue relanzado incluyendo una versión de Depeche Mode, "Just Can't Get Enough", el álbum vendió más de 400 000 copias y recibió críticas generalmente positivas.

## Sencillos
- If This Is Love, que debutó en el puesto #8 en los UK Singles Chart.
- Up, que alcanzó el puesto #5 en los UK Singles Chart y en el #10 en los Irish Singles Chart.
- Issues, que debutó en el puesto #6 en los UK Singles Chart y alcanzó el puesto #4.
- Just Can't Get Enough, que no es un sencillo original del álbum si no una versión de Depeche Mode, escrito por Vince Clarke, alcanzó el puesto #2 en los UK Singles Chart. En los Irish Singles Chart, debutó en el #70, la siguiente semana llegó al #9 para finalmente alcanzar el #6.
- Work, que fue el sencillo preferido por los fanes, pero que sin embargo alcanzó el puesto número #22, haciéndolo el peor sencillo de la banda hasta ahora.

## Lista de canciones
| N.º | Título                                        | Escritor(es)                                                                                   | Duración |  |
| 1.  | «If This Is Love»                             | Alison Moyet, Ina Wroldsen, Joe Belmaati, Jhon Reid, Mich Hansen, Mikel Sigvardt, Vince Clarke | 3:23     |  |
| 2.  | «Up»                                          | Andreas Romdhane, Wroldsen, Josef Larossi                                                      | 4:05     |  |
| 3.  | «Keep Her»                                    | David Heriksen, Wroldsen, Thomas Eriksen                                                       | 3:01     |  |
| 4.  | «Issues»                                      | D. Eriksen, Wroldsen, T. Eriksen                                                               | 3:32     |  |
| 5.  | «Lies»                                        | D. Eriksen, Wroldsen, T. Eriksen                                                               | 3:51     |  |
| 6.  | «Work»                                        | Harry Sommerdahl, Wroldsen, Kalle Engstrom                                                     | 3:11     |  |
| 7.  | «Chasing Lights»                              | Chris Braide, Wroldsen                                                                         | 4:01     |  |
| 8.  | «Set Me Off»                                  | D. Eriksen, Wroldsen, T. Eriksen                                                               | 3:04     |  |
| 9.  | «Fall»                                        | Andre Lindal, Wroldsen                                                                         | 3:22     |  |
| 10. | «Vulnerable»                                  | Alex James, Dean Gilliard, Matt Ward, Nina Woodford                                            | 4:04     |  |
| 11. | «Why Me, Why Now»                             | Hanna Robinson, Paul Statham                                                                   | 3:46     |  |
| 12. | «Up» (Whideboys Remix Edit) (Uk Bonus Track)) | Romdhane, Wroldsen, Larossi                                                                    | 3:01     |  |

| Reedicion 2009 |                                     |                             |          |  |
| N.º            | Título                              | Escritor(es)                | Duración |  |
| 12.            | «Just Can't Get Enough» (Radio Mix) | Clarke                      | 3:05     |  |
| 13.            | «Up» (Wideboys Remix Edit)          | Romdhane, Wroldsen, Larossi | 3:01     |  |

## Posiciones y certificaciones
| Posiciones (2008)       | Máxima posición |
| ----------------------- | --------------- |
| European Top 100 Albums | 46              |
| Irish Albums Chart      | 34              |
| UK Albums Chart         | 9               |

| País        | Proveedor | Certificación |
| ----------- | --------- | ------------- |
| Reino Unido | BPI       | Platino       |